# Max Mattis
Max Mattis (* 29. Juli 1998 in Svendborg, Dänemark; bürgerlich Max Mattis Harder,) ist Produzent, Schauspieler und Drehbuchautor.
Mit Emil und Oskar Belton, Bruno Alexander und Leonard Fuchs gründete er 2020 die Filmproduktionsfirma Kleine Brüder GmbH, die für das Drehbuch, die Regie und den Schnitt der Serie Die Discounter (Staffel 1–4) verantwortlich ist. Max Mattis war und ist dabei der ausführende Produzent und spielt auch selbst in einer Nebenrolle mit. Für die erste Staffel gab es bereits u. a. eine Grimme-Preis-Nominierung, den „Ensemblepreis“ beim Deutschen Schauspielpreis und den Blauen Panther für die „Beste Serie“ (2022). Die Produktion erfolgte durch Pyjama Pictures.

## Jugend
Von 2014 bis 2016 war er an der Schauspielschule Zeppelin in Hamburg und nahm in Los Angeles diverse Schauspielcoachings und Filmseminare (The Playground & Ron Burrus) wahr. Zudem spielte er in kleineren Fernseh-, Film- und Streamingproduktionen (u. a. zuletzt die Hauptrolle in der eigens produzierten Impro-Comedy-Serie INTIMATE.)

## Aktuelles
Im April 2023 erfolgte die erste eigene Produktion seines Unternehmens: die achtteilige Impro-Comedy-Serie INTIMATE. Max Mattis verantwortete die Produktion als ausführender Produzent und als einer der fünf Hauptdarsteller. Alle fünf Hamburger waren als Serienmacher zuständig für die Drehbücher, Leo Fuchs übernahm mit Oskar und Emil Belton und Bruno Alexander zusammen die Regie sowie den Schnitt. Bereits mit 14 Jahren drehten Max, Oskar, Emil, Leo und Bruno die gleichnamige Serie INTIMATE. erfolgreich als YouTube-Format.
2023 arbeitete Max Mattis ebenso mit seiner Firma und ihrem Partner Pyjama Pictures an einem neuen ARD-Serien-Format. Im selben Jahr wurde die Zusammenarbeit zur Realisierung eines Kinofilms mit einem weiteren Partner bekanntgegeben.

## Filmografie (Auswahl)
- 2023: INTIMATE. (TV-Serie, JOYN, ProSieben)
- 2021: Die Discounter (TV-Serie, Amazon Prime Video)
- 2019: INTIMATE. (Webserie)
- 2017: Eure Kinder (Spielfilm)